# Pyxichromis orthostoma
Pyxichromis orthostoma é uma espécie de peixe da família Cichlidae.
É endémica do Uganda.